# هارلان ليونارد
هارلان ليونارد (بالإنجليزية: Harlan Leonard)‏ هو قائد فرقة ‏ أمريكي، ولد في 2 يوليو 1905 في كانساس سيتي في الولايات المتحدة، وتوفي بنفس المكان في 10 نوفمبر 1983.

## وصلات خارجية
- هارلان ليونارد على موقع الموسوعة البريطانية (الإنجليزية)
- هارلان ليونارد على موقع ميوزك برينز (الإنجليزية)
- هارلان ليونارد على موقع أول ميوزيك (الإنجليزية)
- هارلان ليونارد على موقع ديسكوغز (الإنجليزية)